# Histoire de la justice en France
Pour des articles plus généraux, voir Histoire de la justice et Histoire du droit en France.
L’histoire de la justice en France recoupe partiellement celle du droit sans coïncider avec celle-ci, puisqu'elle traite plus spécifiquement de l'application des normes par les différentes juridictions ; elle se confond donc en partie avec le droit pénal et civil, le droit administratif connaissant un destin différent. Mais plus largement, l'histoire de la justice relève surtout de l'histoire sociale : elle ne se limite donc pas à la seule histoire du droit.

## Haut Moyen Âge

### Justices des peuples
S'ils conservèrent leurs propres coutumes, les peuples germaniques qui envahirent la Gaule au Ve siècle ne mirent pas fin aux usages juridiques des Gallo-Romains. Ainsi coexistèrent des lois différentes selon le peuple des sujets selon le système de la personnalité des lois. Ce système générait tant de difficultés que les juges lui substituèrent progressivement celui de la territorialité des lois, sans pouvoir toutefois unifier les lois.
L'inspiration des lois des peuples arrivants était différente du droit romain : il fallait substituer à la vengeance de la victime ou de sa famille une compensation financière et en fixer le tarif. Les « preuves » reconnues par la procédure étaient mystiques et non pas rationnelles : épreuve par le fer rouge ou l'eau (ordalies), duel judiciaire. Il ne faut toutefois pas oublier que « la rudesse de ce mode de preuve a pour objectif de pousser les parties au compromis ».
Progressivement, les monarques des différents peuples firent écrire leurs lois. La loi salique fut rédigée vers 507 - 511, la loi ripuaire vers 630, et la loi burgonde (ou loi gombette) au début du VIe siècle.

### Justice royale
Les carolingiens s'attachèrent à imposer leurs décisions à l'ensemble de l'empire, et donc d'entamer une première uniformisation juridique. Avec la promulgation de leurs capitulaires, ils menèrent une politique qui ne parvint toutefois pas à affaiblir fortement les formes locales de justice. Cette politique trouve une justification théorique dans l'identification par les hauts personnages qui entourent le roi entre la personne royale et la loi elle-même. Alcuin, ainsi, établie l'élaboration de la loi à une fonction proprement royale, qu'il fait remonter à la grâce divine.
Charlemagne, puis Louis le Pieux à sa suite édictent de nombreux capitulaires préparés lors d'assemblées restreintes et approuvés lors de réunions larges des grands de l'empire. Cette activité législative intense ne produit cependant pas de corpus exhaustif. Avec l'effondrement de l'empire, les rois ne parviennent plus à imposer d'actes législatifs.

### Justice ecclésiastique
Quant à l’Église, elle demeura soumise au droit canonique.

## Moyen Âge central
A cette époque, l'évolution de la justice et de son fonctionnement est intimement lié à l'évolution sociale et politique que connait la France, avec la fin de l'émiettement du pouvoir royal et princier jusqu'au XIIe siècle, puis la création de puissantes principautés et le relèvement du pouvoir royal.

### Problématique des sources
La faiblesse des sources du Xe impose une vision biaisée et étroite de la Justice à cette époque. Cela a abouti longtemps à proposer une sorte de vide juridique, dépourvu de système normatif, sur lequel les évolutions ultérieures se seraient construites presque ex nihilo. Toutefois, « depuis longtemps, la coutume primait sur toute autre source du droit ; à partir du Xe siècle, elle apparaît bien comme l'unique source ».

### Justice locale - justice coutumière

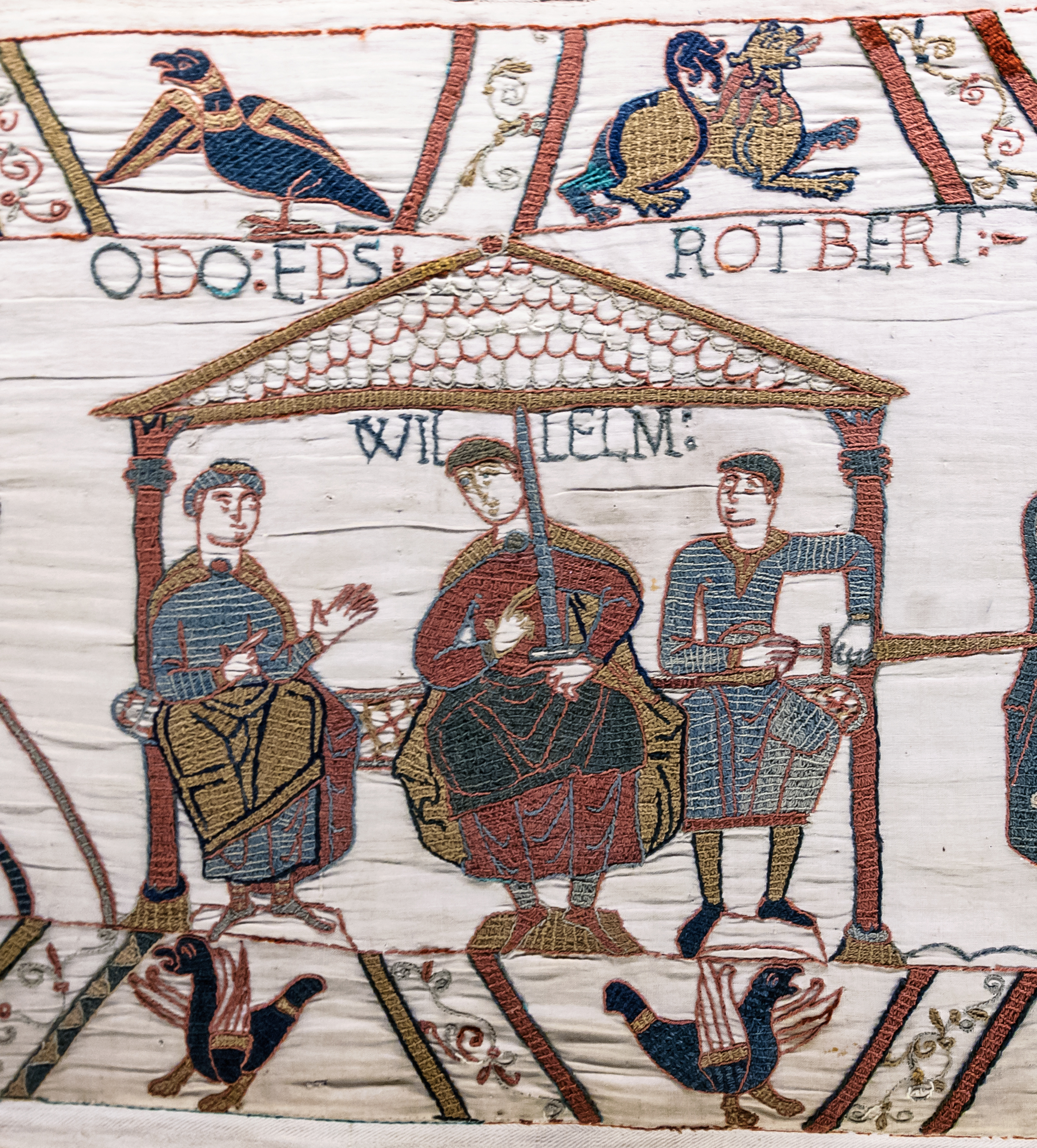
Guillaume le Conquérant, accompagné de ses demi-frères, à sa droite Odon et à sa gauche Robert, tapisserie de Bayeux.

À partir du Xe siècle, les seigneurs féodaux s'approprient la justice, imités bientôt par les villes érigées en communes. La justice royale n'est plus en vigueur que sur le domaine propre du roi. En fait, dès le IXe siècle, au nord d'une ligne Bordeaux - Lyon, « les coutumes s'imposent comme source principale du droit ». Toutefois, ce rapport aux coutumes n'a pas fait disparaître le droit romain au nord, puisque les coutumes elles-mêmes y puisent une partie de leurs règles. De même, le sud de la France connait également, dans une moindre mesure, des adaptations coutumières locales au droit romain,.
C'est au XIe siècle que les principautés les plus importantes unifient en leur sein les coutumes locales. Cette évolution débute là où les princes ont une autorité la plus forte, comme en Normandie avec les Consuetudines et Justicie de Guillaume le Conquérant ou en Catalogne avec les Usages de Barcelone de Raimond Béranger I. Ces coutumes qui s'établissent autour de l'an mil sont le produit d'une évolutions faite au sein du groupe dans lequel elle a toute sa valeur, et jamais d'une intervention extérieure de l'autorité publique. Ainsi, dans les territoires où aucun prince ne parvient à assurer une autorité, l'établissement des coutumes se fait au niveau de la seigneurie ou même de la communauté villageoise. Ainsi, si l'on regarde au niveau de la France entière, le droit du XIe siècle est extrêmement multiple et contrasté.

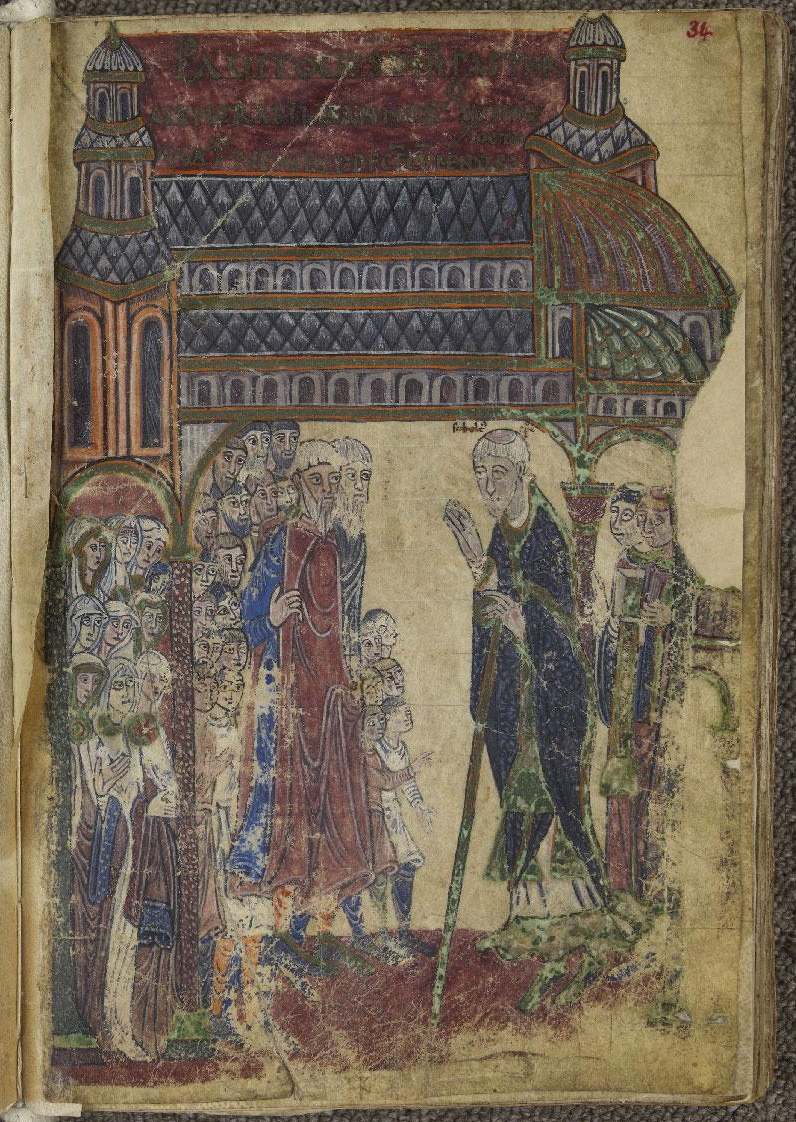
Fulbert dans sa cathédrale (Chartres, Bibliothèque municipale, Ms. 4, fol. 94).

Malgré cette fixation du fonctionnement de la Justice au plus proche des groupes sociaux, les clercs n'ont pas arrêté de produire une pensée sur le sujet. Les textes théoriques principaux établis au XIe siècle proviennent essentiellement des églises ou monastères proches de l'autorité royale, tel Orléans, Reims, Chartres ou Saint-Benoît-sur-Loire. A l'abbaye de Saint-Benoît-sur-Loire, Abbon compile une importante collection de texte juridique et écrit une première tentative de comparaison entre loi et coutume. A Chartres, Fulbert lance un renouveau de la réflexion sur le droit.
À la suite de cette unification et pour disposer de textes récapitulant l'ensemble des lois progressivement établies et des coutumes locales, des textes privés sont établis par des officiers royaux ou seigneuriaux, avant tout pour leur propre pratique. Ces textes apparaissent à la fin du XIIe siècle, l'un des premiers importants est le Très ancien coutumier de Normandie, rédigé dans les premières années du XIIIe siècle. La grande majorité des coutumes de France sont écrites au XIIIe siècle.

### Justice urbaine
Le droit urbain se fixe dès son origine sur les franchises octroyées par l'autorité royale ou seigneuriale. Cette fixation prouve l'existence antérieure d'un droit coutumier propre aux villes, qui est alors officialisé et couché par écrit. Les coutumes et lois urbaines apparaissent au XIIe siècle, et sont souvent compilées dans la charte de franchise qui a une valeur symbolique très forte.

### Justice royale
Jusqu'au XIIe siècle, les rois sont trop faibles pour avoir une influence sur la justice rendue en dehors de leur propre principauté. C'est à partir de Louis VII que la monarchie française acquiert une influence sur l'ensemble de son royaume. Les édits royaux, les lettres patentes reprennent une force progressivement, à un rythme variable selon les lieux. Les penseurs royaux reviennent aux thèmes développés sous Charlemagne pour faire des rois l'origine de tout pouvoir, notamment judiciaire.
Au début, les monarques touchent à des domaines judiciaires restreints, limités à la personne du roi, l'ordre religieux ou les mœurs. Ils laissent le droit privé être réglé par les coutumes. C'est à partir de Louis IX que les ordonnances ont des portées générales.
« Si la condamnation est un outil d’affirmation du pouvoir royal, ce n’est pas par sa nature coercitive ou arbitraire, mais par l’encadrement des juges et la pratique de la grâce ».

### Justice ecclésiastique
La justice ecclésiastique profite elle aussi de l'effacement du pouvoir royal pour étendre sa compétence. Elle renoue au XIIe siècle avec le droit romain. Jusqu'au XIIe siècle, les seigneurs rendaient la justice en personne, puis ils déléguèrent leur pouvoir de justice à des officiers. À partir du XIIIe siècle, la justice royale s'affirme face à la justice seigneuriale ; au XIVe siècle, elle impose à la justice de l'Église de se limiter au seul domaine spirituel.

## Bas Moyen Âge
Selon Jean Foyer, il faut attendre Saint Louis, au milieu du XIIIe siècle, pour qu'un retour s'amorce vers les preuves rationnelles, qui n'étaient demeurées en vigueur que devant les tribunaux ecclésiastiques. Il tenta en effet d'interdire le duel judiciaire sur son domaine. 

Au XIVe siècle, les légistes du roi inventent la formule selon laquelle « le roi est source de toute justice et fontaine de justice ». Cela ne signifie pas que la loi édictée par le monarque est la seule source du droit, mais il devient possible de faire appel devant la justice royale des décisions de la justice seigneuriale. Le principe de prévention  permet à la justice royale de se substituer au juge seigneurial en raison de son inaction. Enfin, les cas royaux, toujours plus largement définis, se voient soustraits à la justice seigneuriale. La justice dite concédée, seigneuriale ou ecclésiastique, survivra jusqu'à la Révolution.

## Renaissance et époque moderne
La justice royale est essentiellement exercée par des officiers, qui sont propriétaires de leur charge ; cette vénalité des offices (qui remonte à Louis XI et surtout François Ier) permet au roi d'alimenter ses caisses, d'où pléthore de magistrats. Si le roi délègue ainsi la justice royale à des tribunaux, il conserve le droit de juger lui-même une cause, soustraite à la justice normalement compétente. Ainsi la justice déléguée peut à tout moment, en théorie, laisser la place à la justice retenue. Les historiens notent la persistance de l'infra-judiciaire sous l'Ancien Régime. Les transactions concernaient non seulement les grossesses illégitimes mais également certains meurtres, dont les motifs étaient jugés honorables. La criminalité judiciairement réprimée était en fait très faible[réf. nécessaire] au XVIIIe siècle.
La justice déléguée, en particulier le Parlement de Paris, se transforma en contre-pouvoir dès le règne de Charles VI. Louis XIV pourra bien enrayer le processus de harcèlement, mais non pas l'arrêter, note Jean-Pierre Royer. Jusqu'à la Révolution de 1789, l'histoire de la justice sera caractérisée par l'affrontement permanent de ces magistrats imbus de leurs prérogatives avec la monarchie. Cette politisation du juridique ne fit que s'accentuer « au fur et à mesure que l'on approchait du terme de la monarchie ».
Le Parlement s'opposa à toute réforme fiscale, et pour cette raison accula Louis XVI à réunir les États généraux. Mais la justice était elle-même la cible, à une époque où commençait à se constituer une opinion publique véritable, d'avocats et d'intellectuels, comme Beccaria ou Voltaire, qui lui reprochaient la cruauté de ses procédés (torture, abolie par Louis XVI) ou son intolérance religieuse (affaires Calas, Sirven, Chevalier de la Barre). Le Parlement sera hostile au doublement du nombre des députés du tiers état, ce qui lui fera perdre toute popularité. Il disparaîtra en même temps que l'Ancien Régime.[réf. nécessaire]

## De la justice révolutionnaire auXXesiècle
La Déclaration des droits de l'homme et du citoyen fut votée dès le 26 août 1789. Le 21 mars 1790, l'Assemblée constituante entreprit de reconstruire l'ensemble du système judiciaire sur de nouvelles bases (Code pénal de 1791). Un rôle important était dévolu à l'arbitrage et à la conciliation dans le domaine de la justice civile. Les juges étaient élus par les citoyens actifs, le jury institué en justice criminelle. La Constituante croyait en la bonté naturelle de l'homme ; 
la Convention aura recours à la Terreur pour régénérer le peuple, et transformera l'appareil judiciaire en un instrument de cette politique. La procédure se fit vite expéditive. En thermidor, les Terroristes furent à leur tour victimes du Tribunal révolutionnaire.
Napoléon dessina les grandes lignes de l'organisation judiciaire contemporaine. Il rétablit les titres et les costumes d'Ancien Régime. La nomination des magistrats devint la règle. L'Empire, comme tous les régimes qui suivirent, se permit quelque liberté avec la règle de l'inamovibilité des magistrats du siège. Surtout, leur carrière dépendait du pouvoir politique.
En 1819, un arrêté du gouverneur des établissements français de l'Inde rend immédiatement applicable les Codes napoléoniens, tout en exigeant le respect des coutumes locales.

## La justice auXXesiècle
L'affaire Dreyfus se conclut par la victoire, difficile, de l'idéal de justice sur la raison d'État. À la fin de l'entre-deux-guerres, les affaires financières et politiques (affaire Stavisky, etc.) mirent en évidence la collusion de la justice et du pouvoir politique. Il faudra attendre 1958 pour que l'indépendance de la justice commence à s'affirmer, grâce à la simplification de l'avancement et à l'institution, par Michel Debré, d'un concours d'entrée à l'École nationale de la magistrature. 
Bien que bénéficiant d'un nouveau Code pénal depuis le 1er mars 1994, le droit pénal français est l'héritier de deux codes précédents. Tout d'abord le Code pénal de 1791, qui fut la première tentative de codification de l'ensemble de la matière pénale, mais surtout le Code pénal impérial du 12 février 1810 qui fut plus durable bien que fortement modifié au cours du temps. 
À la fin du XIXe siècle, la récidive devient un enjeu important dans les débats sur la politique pénitentiaire et le sens de la peine, tandis qu'au début du XIXe siècle, l'affaire Pierre Rivière avait soulevé, avec une exergue particulière, le problème de la responsabilité pénale en cas de démence possible. Les lois Bérenger distinguent ainsi les « récidivistes », qui doivent être éloignés de la société et sont ainsi condamnés à la déportation au bagne (même s'ils ne sont que de simples vagabonds; loi du 27 mai 1885), des inculpés n'ayant jamais été condamné auparavant, et qui font l'objet d'une politique relative de réinsertion. Ainsi, la loi du 26 mars 1891 relative à l’atténuation et à l’aggravation des peines instaure le sursis pour l’inculpé qui « n’a pas subi de condamnation antérieure à la prison pour crime ou délit de droit commun » et aggrave automatiquement les peines des récidivistes. Elle permet aussi la libération conditionnelle peuvent être prononcées par les juges. 
En 1911, l'administration pénitentiaire est rattachée au ministère de la Justice, et l'année suivante, une loi institue des tribunaux pour enfants.
Après 1945, un important mouvement de réforme pénitentiaire a eu lieu, mis en œuvre par le mouvement de la Défense sociale nouvelle, incarné par des personnes comme le juriste Marc Ancel, le juge des enfants Jean Chazal, le premier directeur de l'administration pénitentiaire Paul Amor, ou un membre de l'Œuvre de Saint-Vincent de Paul, Pierre Cannat, a largement façonné, jusqu'en 1975, la politique pénitentiaire française. La réforme de 1945 est représenté en particulier par l'ordonnance du 2 février 1945 sur l'enfance délinquante, qui impose la primauté de l'éducatif sur le répressif et reconduit les tribunaux pour enfants (créés par la loi de 1912).
Ces débats interviennent après près d'un demi-siècle de silence, les seuls enjeux discutés ayant été, de la fin du XIXe à la Seconde Guerre mondiale, la possible suppression du bagne (la déportation est supprimée par une ordonnance du général de Gaulle de 1960) et les interrogations au sujet des maisons de correction. Dans les années 1930, on dénonce ainsi les bagnes pour enfants, telles les « colonies correctionnelles » d'Eysses (créée en 1895) et de Belle-Île-en-Mer, rebaptisés en décembre 1927 « maison d'éducation surveillée ».
1945 voit ainsi en particulier la création du service social des prisons, du milieu ouvert et de la formation professionnelle des détenus, dans une optique de réinsertion sociale. À la Libération, le débat public quant à lui se concentre en particulier, jusqu'au début des années 1950, sur les Cours de justice chargées de l'épuration judiciaire des collaborationnistes. En 1958, on créé le juge de l'application des peines (JAP), dans un souci d'individualiser la peine en fonction de la personnalité du criminel.
Mais dès l'éclatement de la guerre d'Algérie, le processus de réforme se ralentit, et les peines s'alourdissent. La période de sûreté, introduite en 1978 par le gouvernement Raymond Barre, ajoute à la peine d'emprisonnement l'impossibilité de son aménagement, réduisant les pouvoirs du JAP. Si la peine de mort est abolie sous François Mitterrand en 1981, les peines se durcissent: les longues peines passent à trente ans en 1986, et la peine de perpétuité réelle est introduite en 1994, par le gouvernement Balladur, pour certains crimes commis contre des enfants. La réforme du Code pénal, en 1994, augmente les condamnations de 20 à 30 ans pour les crimes, et de 5 à 10 ans pour les délits. Enfin, une série de lois durcissent encore la législation dans les années 2000, jusqu'à la loi du 25 février 2008 relative à la rétention de sûreté et à la déclaration d'irresponsabilité pénale pour cause de trouble mental.
La procédure inquisitoire a été réformée par la loi du 4 janvier 1993, qui accorde un plus grand rôle à la personne poursuivie et à la partie civile, vis-à-vis du ministère public. Différentes réformes ont été promulguées afin de désengorger les tribunaux, notamment la composition pénale (1999), la comparution immédiate et autres avatars du « traitement en temps réel des affaires », tels que le Centre automatisé de constatation des infractions routières.
Parallèlement, depuis 1986 le droit pénal des affaires connaît un mouvement de dépénalisation, bien que les juges s'emparent de plus en plus souvent d'affaires politico-financières dans les années 1990 (abus de biens sociaux, etc.). Enfin, les sources du droit pénal français s'internationalisent.

## Justice auXXIesiècle
Depuis 2022, les procès sont filmés et retransmis à la télévision,,.

## Sources

### Ouvrages utilisés
Justice dans l'Antiquité
- (fr) Jean Gaudemet, Les institutions de l'Antiquité, Paris, Montchrestien, coll. « Domat Droit public », 5e éd., 1998, 511 p. (ISBN 978-2-7076-1063-8 et 2-7076-1063-1)
- (fr) (it) Aldo Schiavone (trad. de l'italien par Geneviève et Jean Bouffartigue, préf. Aldo Schiavone), Ius : L'invention du droit en Occident [« Ius. L'invenzione del diritto in Occidente »], Paris, Belin, coll. « L'Antiquité au présent », 2008, 539 p. (ISBN 978-2-7011-4419-1)

Justice au Moyen Âge
- Maïté Billoré, Isabelle Mathieu et Carole Avignon, La justice dans la France médiévale, VIIIe – XVe siècle, Paris, Armand Colin, coll. « Cursus Histoire », 2012, 222 p. (ISBN 978-2-200-27274-6)
- Yves Sassier, Olivier Guillot et Albert Rigaudière, Pouvoirs et institutions dans la France médiévale : Des origines à l'époque féodale, t. 1, Armand Colin, 2003 (ISBN 2-200-26500-X)

Justice à l'époque contemporaine
- (fr) René David et Camille Jauffret-Spinosi, Les grands systèmes de droit contemporains, Paris, Dalloz, coll. « Précis », 11e éd., 2002, 553 p. (ISBN 978-2-247-02848-1 et 2-247-02848-9)Ouvrage traduit en onze langues.

- (fr) Kernaleguen Francis, Institutions judiciaires, 4e éd., Paris, Litec, 2008, 270 p. (ISBN 978-2-7110-1032-5)

## Pour aller plus loin